# 大果玄参
大果玄参（学名：Scrophularia macrocarpa）为玄参科玄参属下的一个种。

## 扩展阅读
- 維基物種上的相關：大果玄参